# Telia Company
Telia Company AB es una operadora de telecomunicaciones con sede en Estocolmo, Suecia, que desarrolla su actividad en los países nórdicos y bálticos.
La compañía se formó en 2002 como resultado de la fusión de dos empresas de telefonía: Telia, de Suecia, y Sonera, de Finlandia. Telia Company AB está cotizada en la Bolsa de Estocolmo y en la Bolsa de Helsinki.

## Historia
TeliaSonera es el resultado de la fusión en 2002 de las empresas de telecomunicaciones de Suecia y Finlandia, Telia y Sonera. Esta fusión tuvo lugar poco después del fallido intento de Telia de fusionarse con la compañía de telecomunicaciones noruega Telenor, la cual ahora es su principal competidor en los países nórdicos.
Telia se originó como un monopolio estatal de telefonía en Suecia antes de su posterior privatización. Por otro lado, Sonera tenía el monopolio únicamente en las llamadas de red troncal en Finlandia, mientras que la mayoría de las telecomunicaciones locales (aproximadamente el 75%) eran proporcionadas por cooperativas telefónicas.
En 2013, TeliaSonera se convirtió en el patrocinador principal del Festival de Eurovisión, celebrado en Malmö, Suecia. Además de sus funciones de patrocinio, TeliaSonera facilitó la creación de una página web paralela a la oficial de Eurovisión, ofreciendo diversos datos sobre el festival, videos y otros contenidos bajo el lema Super-Charged by TeliaSonera.
En septiembre de 2015, TeliaSonera abandonó la idea de fusionarse con la compañía noruega Telenor en Dinamarca debido a la posible negativa de las autoridades europeas de la Competencia.
En la actualidad, Telia opera bajo la marca Telia en todos los países en los que tiene presencia, con la excepción de Letonia, donde los negocios de telefonía fija y móvil están separados bajo las marcas Tet y LMT, respectivamente.
En cuanto a su accionariado, el 41.06% de TeliaSonera está en manos del Estado sueco, mientras que el resto pertenece a instituciones, empresas e inversores privados.

## Negocio global
A nivel global, Telia Company posee las siguientes filiales con participación mayoritaria:
| Mercado   | Marcas | Telefonía fija | Telefonía móvil | Banda ancha | Televisión por suscripción |
| --------- | ------ | -------------- | --------------- | ----------- | -------------------------- |
| Estonia   | Telia  | Sí             | Sí              | Sí          | Sí                         |
| Finlandia | Telia  | Sí             | Sí              | Sí          | Sí                         |
| Letonia   | Tet    | Sí             | No              | Sí          | Sí                         |
| Letonia   | LMT    | No             | Sí              | No          | No                         |
| Lituania  | Telia  | Sí             | Sí              | Sí          | Sí                         |
| Noruega   | Telia  | Sí             | Sí              | Sí          | Sí                         |
| Suecia    | Telia  | Sí             | Sí              | Sí          | Sí                         |